# Peter Knol
P.H.A. (Peter) Knol (Breda, 19 oktober 1969) is een Nederlands jurist, werkzaam als staatsraad in de Afdeling bestuursrechtspraak van de Raad van State.

## Loopbaan
Na een rechtenstudie aan de Vrije Universiteit Amsterdam is Knol advocaat geweest bij advocatenkantoor NautaDutilh in Amsterdam. In 2002 koos hij voor een baan in de rechterlijke macht. Hij werd rechter bij en vervolgens senior-rechter in de Rechtbank Amsterdam.
Sinds 1 maart 2019 is hij staatsraad in de Afdeling bestuursrechtspraak van de Raad van State, waar hij werkzaam is in de Omgevingskamer en de Algemene Kamer.
Knol heeft ook verschillende nevenfuncties, waaronder raadsheer-plaatsvervanger in het College van Beroep voor het bedrijfsleven, docent bij de Stichting Studiecentrum Rechtspleging (SSR), ad-hoc lid van de Bezwaaradviescommissie van het Huis voor Klokkenluiders en voorzitter van de Stichting Onderhandelingen Leenvergoedingen (StOL).